# Ciudad Ixtepec
Ciudad Ixtepec är en kommun i Mexiko.   Den ligger i delstaten Oaxaca, i den sydöstra delen av landet, 500 km sydost om huvudstaden Mexico City.
Följande samhällen finns i Ciudad Ixtepec:
- San Jerónimo Ixtepec
- Colonia Niza Luba
- Guie Do Baa
- Colonia la Candelaria